# Береговой трамвай
Береговой трамвай (нидерл. Kusttram) — трамвайный маршрут вдоль всего бельгийского побережья Северного моря. Длина маршрута составляет 67 километров, насчитывается 69 остановок, поездка из конца в конец занимает 2 часа 21 минуту. Береговой трамвай — самый длинный трамвайный маршрут в мире.
Номер маршрута — 0.

## История
Береговой трамвай — реликт сети местных железных дорог, существовавшей в Бельгии между концом XIX века и семидесятыми годами XX века. Первая часть маршрута берегового трамвая, между городами Остенде и Ньивпорт была проложена в 1885 году. В 1890 году была построена часть Остенде — Кнокке. Ширина колеи составляет 1000 мм. Первоначально применялась паровая тяга; в 1912 году линия была электрифицирована (600 вольт, постоянный ток).
После Второй мировой войны береговая линия (как и вся сеть местных железных дорог) пришла в упадок. К семидесятым годам трамваи ходили только раз в час. Однако в конце семидесятых годов линия была полностью модернизирована на всём протяжении. В 1980 году к работе на линии приступили современные (на тот момент) трамваи.
В 1996 году в Кнокке конечная остановка Берегового трамвая была перенесена с центральной площади к железнодорожному вокзалу.
Между 1994 и 2002 годами все трамваи были модернизированы.

## Современное состояние
Частота движения трамваев меняется в зависимости от времени суток от трёх — четырёх отправлений (в часы пик) до одного рейса в час (ранним утром и поздним вечером).
В настоящее время маршрут Берегового трамвая ограничен границей Нидерландов на севере и границей Франции на юге, конечные станции трамвая как на севере в Кнокке, так и на юге в Де Панне находятся в 3 — 4 км от границы. Существует проект продления маршрута до Брескенса в Нидерландах и/или Дюнкерка во Франции. В настоящее время южная конечная станция Де Панне связана с Дюнкерком автобусным сообщением, обеспечиваемым французской стороной (автобусный маршрут № 2B Дюнкерк — Адинкерке (Де Панне)), стоимость проезда 1,4 евро, билет покупается у водителя, время в пути до центра Дюнкерка около 40 минут, интервал примерно раз в час. Прямого сообщения с Нидерландами от северной конечной станции в Кнокке нет.

## Маршрут
Тарифные зоны (с юга на север):
01 — Де-Панне
02 — Коксийде
03 — Остдюнкерке
04 — Ньивпорт
05 — Ломбардсийде — Вестенде
06 — Мидделкерке
07 — Домейн Раверсийде
08 — Остенде
09 — Бредене
10 — Де Хаан
11 — Вендуине
12 — Бланкенберге
13 — Зеебрюгге
14 — Хейст
15 — Кнокке

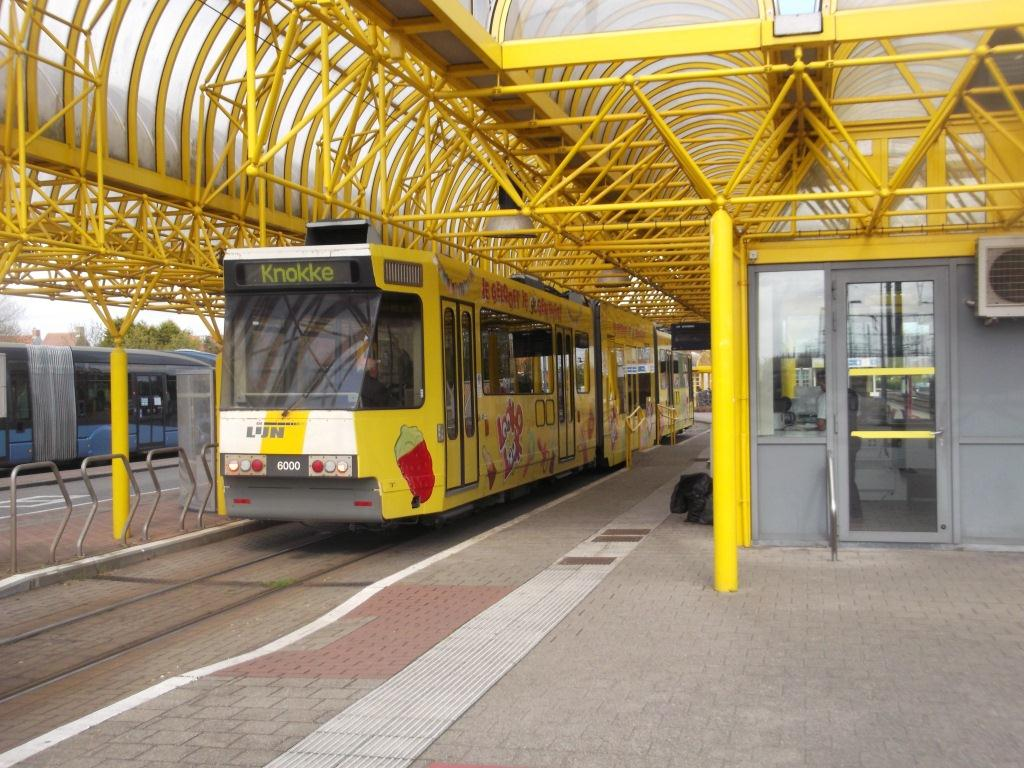
Береговой трамвай на южном кольце в Де-Панне, слева — французский автобус в Дюнкерк

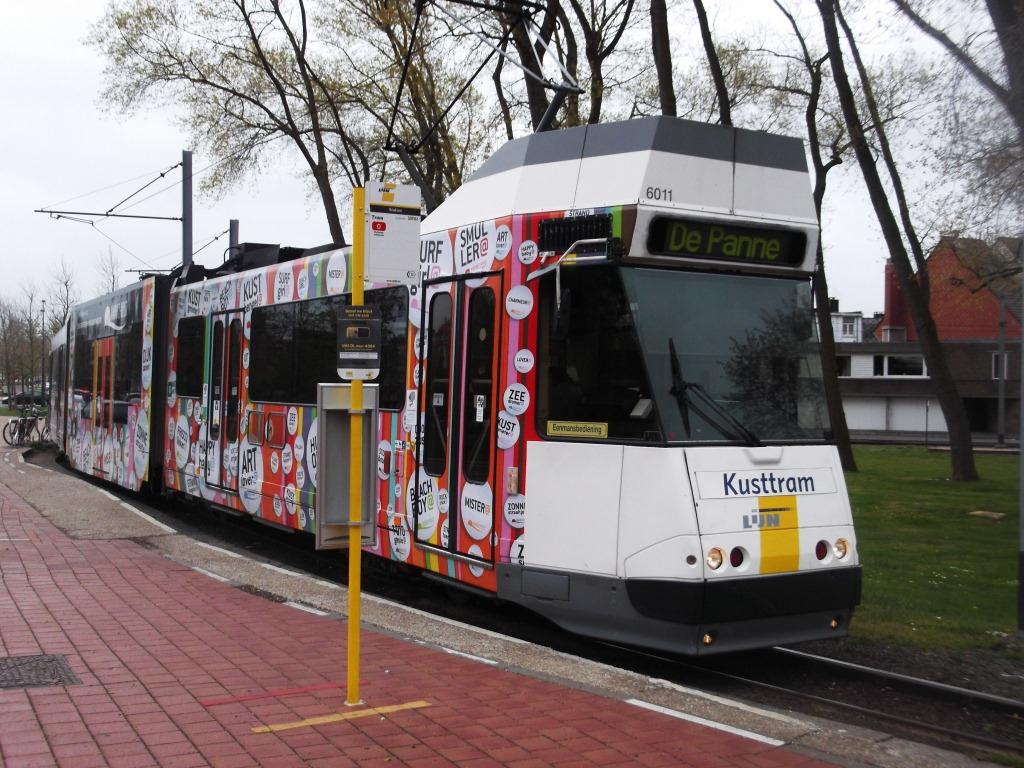
Береговой трамвай на северном кольце в Кнокке

Стоимость проезда: 1 — 2 зоны — 1.2 евро. Более двух зон — 2 евро. Дневной билет — 5 евро.